# Temporadas de tifones del Pacífico antes de 1850
Este artículo documenta las temporadas de tifones en el Pacífico que ocurrieron a mediados del siglo XIX y antes.
La lista está muy incompleta; La información sobre las primeras temporadas de tifones es irregular y se basa en gran medida en observaciones individuales de viajeros y barcos. No había registros completos mantenidos por una organización central en este momento temprano.

## Meteorología
Los ciclones tropicales tienden a formarse en el noroeste del Océano Pacífico entre mayo y noviembre. Estas fechas delimitan convencionalmente el período de cada año en el que se forman la mayoría de los ciclones tropicales en el noroeste del Océano Pacífico.
El alcance de este artículo se limita al Océano Pacífico, al norte del ecuador y al oeste de la línea de fecha internacional en Oceanía y Asia Oriental.
Las tormentas que se forman en el Pacífico al este de la línea de fecha y al norte del ecuador en Oceanía, América del Norte, América Central y el noroeste de América del Sur se denominan huracanes del Pacífico. Las tormentas que se forman en el Pacífico al sur del ecuador en el sur de Oceanía, el sudeste marítimo de Asia y el oeste de Sudamérica se denominan ciclones tropicales del Pacífico sur.

## Sistemas

### Antes de 1600
En 957, un poderoso tifón azotó cerca de Hong Kong, matando al menos a 10,000 personas. Otro poderoso tifón azotó la zona en 1245, matando a unas 10.000 personas.
En 1281, según la leyenda japonesa, el tifón Kamikaze (viento divino) destruyó los 2.200 barcos del emperador mongol Kublai Kan, que estaban en la bahía de Hakata por intentar una invasión de Japón. Las leyendas hablan de 45.000 a 65.000 víctimas mongoles y coreanas a causa del tifón.
Hubo varias tormentas entre Filipinas y Guam en 1566. Un tifón azotó Filipinas en agosto de 1568. Un tifón afectó a Manila en junio de 1589. Tres tifones azotaron Filipinas entre septiembre y octubre de 1596, uno de los cuales mató a más de seis personas. También hubo tifones en octubre de 1598 y 1599.

### 1600
Un tifón azotó Filipinas en mayo de 1601, agosto de 1602, julio de 1603 y agosto de 1606. Hubo varios tifones en Filipinas en octubre y noviembre de 1608. Los tifones afectaron a Filipinas en octubre de 1617, agosto de 1620 y mayo de 1621. Dos tifones afectaron Filipinas en 1629, en enero y agosto. Otro tifón de enero ocurrió en 1630. Se observaron tifones en septiembre y noviembre de 1638. Dos tifones azotaron Filipinas en 1639; uno en agosto mató a 750 personas. Un tifón en octubre de 1649 mató a 200 personas en Filipinas. Un tifón en mayo de 1654 provocó un naufragio en Filipinas. Hubo tres tifones mortales en Filipinas en 1659. La primera tormenta registrada que azotó Guam fue el 6 de octubre de 1671, que destruyó la mayoría de las casas de la isla y mató a varias personas. Otro tifón azotó Guam en noviembre de 1681 y volvió a destruir la mayoría de las casas de la isla. Los tifones afectaron a Filipinas en julio de 1686 y septiembre de 1687. Un tifón azotó Guam en noviembre de 1693, matando a 14 personas. En julio de 1694, un tifón provocó un naufragio en Filipinas, matando a más de 400 personas. Otro tifón afectó a Filipinas en noviembre de 1697.

### 1700
Un tifón azotó Filipinas en julio de 1704. En septiembre de 1707, un tifón afectó a Filipinas. Hubo un tifón en el Mar de China Meridional en agosto de 1708. Hubo cuatro tifones en 1709. Una tormenta azotó Filipinas en octubre de 1711. Hubo un tifón fuerte en julio de 1717. En 1720, un tifón afectó a Guam. En julio de 1726, un tifón afectó a la isla Ticao en Filipinas. Un tifón azotó Guam en diciembre de 1733, dañando cultivos y árboles. Hubo un tifón en diciembre de 1734. Un tifón azotó Macao en septiembre de 1738. Hubo cuatro tifones en 1742. En diciembre de 1752, un tifón mató al menos a una persona en Filipinas. Hubo dos tifones en 1753. Hubo un tifón en diciembre de 1754 y en diciembre de 1757. Un tifón atravesó Filipinas durante la Batalla de Manila en septiembre de 1762. Dos tifones azotaron Filipinas en 1766, incluido uno en octubre que mató al menos a 48 personas. Un tifón en octubre de 1767 mató al menos a 500 personas en San Mateo, en el norte de Filipinas. Hubo dos tifones en 1768, que resultaron en al menos una muerte. Un tifón afectó el sur de China en mayo de 1769. Un tifón hundió un barco en mayo de 1772. En septiembre de 1779, un tifón atravesó el norte de Filipinas. Hubo tres tifones en 1780, incluido un tifón en julio de 1780 que mató a unas 100.000 personas cerca de Macao y Hong Kong; esto se ubicó entre los ciclones tropicales más mortíferos registrados. Hubo un tifón en Filipinas en agosto de 1782. Un tifón azotó Palaos en agosto de 1783. En 1792, un tifón destruyó varios edificios en Guam. Tres tifones azotaron Filipinas en 1793, incluido uno que mató al menos a cuatro personas. Un tifón atravesó Filipinas en 1795. Tres tifones azotaron Filipinas en 1797.

### 1800-49
Un tifón azotó Filipinas en octubre de 1801 y septiembre de 1802. Dos tifones azotaron Filipinas en septiembre de 1803. Un tifón azotó las Filipinas en octubre de 1804, septiembre de 1809, septiembre de 1810, octubre de 1812, septiembre de 1819, septiembre de 1820 y octubre de 1821. Un tifón azotó a Guam en diciembre de 1822. Un tifón azotó las Filipinas en octubre de 1824. Se registraron dos tifones en 1824 y 1825, ambos en Okinawa en las Islas Ryūkyū.
En 1826, un tifón en Okinawa causó 30 muertos y destruyó miles de casas. Más de 100 barcos de pesca se perdieron y 2200 personas murieron en la hambruna posterior. También hubo un tifón en Filipinas en septiembre de ese año. Hubo un tifón en octubre de 1827 en Filipinas. En 1828, un tifón azotó Nagasaki y provocó unas 14.429 muertes en la costa del mar de Ariake. Este fue el número de muertos más alto de cualquier tifón en la historia de Japón. El médico alemán Philipp Franz von Siebold estuvo presente durante esta tormenta y logró tomar lecturas de la presión barométrica alrededor de Nagasaki a riesgo de ahogarse. La tormenta fue nombrada anteriormente en su honor.
Hubo tres tifones en 1829. Hubo un tifón en Filipinas en 1830. Hubo dos tifones en 1831, incluido uno en Filipinas que mató a unas 150 personas. Hubo dos tifones en 1832, en 1833 y en 1835. También en 1835, se registró un tifón en Yaeyama en las Islas Ryūkyū. Hubo un tifón en Filipinas en 1838. Hubo tres tifones en 1839.
Alrededor de 1840, un tifón mató a unas 300 personas en el atolón Likiep en las Islas Marshall.
Hubo cuatro ciclones tropicales en 1841, incluidos tres tifones. Hubo un tifón en 1842. Hubo un tifón en Filipinas en 1843.
Hubo cuatro ciclones tropicales en 1844, incluidos tres tifones. En noviembre, un tifón azotó Filipinas y mató a 32 personas. Un tifón golpeó a Miyako en las Islas Ryūkyū. Más de 2.000 casas fueron destruidas. Hubo dos ciclones tropicales en 1845, incluido un tifón que azotó Filipinas y mató a 12 personas. Hubo dos ciclones tropicales en 1846, incluido un tifón. Hubo tres tifones en 1848.

## Efectos estacionales
| Nombre                  | Duración                              | Categoría         | Zonas afectadas                                                 | Fallecidos    |
| ----------------------- | ------------------------------------- | ----------------- | --------------------------------------------------------------- | ------------- |
| Sin nombre              | 957                                   | Tifón             | Hong Kong                                                       | >10.000       |
| 1                       | 957                                   |                   | Hong Kong                                                       |               |
| Sin nombre              | 1245                                  | Tifón             | Hong Kong                                                       | >10.000       |
| 1                       | 1245                                  |                   | Hong Kong                                                       |               |
| Kamikaze                | 1281                                  | Tifón             | Japón                                                           | 45.000-65.000 |
| 1                       | 1281                                  |                   | Japón                                                           |               |
| Sin nombre              | 1566                                  | Tormenta tropical | Filipinas, Guam                                                 |               |
| Sin nombre              | agosto de 1568                        | Tifón             | Filipinas                                                       |               |
| 2                       | 1566-agosto de 1568                   |                   | Filipinas, Guam                                                 |               |
| Sin nombre              | junio de 1589                         | Tifón             | Manila, Filipinas                                               |               |
| 1                       | junio de 1589                         |                   | Filipinas                                                       |               |
| Sin nombre              | septiembre de 1596                    | Tifón             | Filipinas                                                       |               |
| Sin nombre              | octubre de 1596                       | Tifón             | Filipinas                                                       |               |
| Sin nombre              | octubre de 1598                       | Tifón             |                                                                 |               |
| Sin nombre              | octubre de 1599                       | Tifón             |                                                                 |               |
| 4                       | septiembre de 1596-octubre de 1599    |                   | Filipinas, Guam                                                 |               |
| Sin nombre              | mayo de 1601                          | Tifón             | Filipinas                                                       |               |
| Sin nombre              | agosto de 1602                        | Tifón             | Filipinas                                                       |               |
| Sin nombre              | julio de 1603                         | Tifón             | Filipinas                                                       |               |
| Sin nombre              | agosto de 1606                        | Tifón             | Filipinas                                                       |               |
| Sin nombre              | octubre de 1608                       | Tifón             | Filipinas                                                       |               |
| Sin nombre              | noviembre de 1608                     | Tifón             | Filipinas                                                       |               |
| 6                       | mayo de 1601-oviembre de 1608         |                   | Filipinas                                                       |               |
| Sin nombre              | octubre de 1617                       | Tifón             | Filipinas                                                       |               |
| 1                       | octubre de 1617                       |                   | Filipinas                                                       |               |
| Sin nombre              | agosto de 1620                        | Tifón             | Filipinas                                                       |               |
| Sin nombre              | mayo de 1621                          | Tifón             | Filipinas                                                       |               |
| Sin nombre              | enero de 1629                         | Tifón             | Filipinas                                                       |               |
| Sin nombre              | agosto de 1629                        | Tifón             | Filipinas                                                       |               |
| 4                       | agosto de 1620-agosto de 1629         |                   | Filipinas                                                       |               |
| Sin nombre              | enero de 1630                         | Tifón             |                                                                 |               |
| Sin nombre              | septiembre de 1638                    | Tifón             |                                                                 |               |
| Sin nombre              | noviembre de 1638                     | Tifón             |                                                                 |               |
| Sin nombre              | agosto de 1639                        | Tifón             | Filipinas                                                       | 750           |
| Sin nombre              | 1639                                  | Tifón             | Filipinas                                                       |               |
| 5                       | enero de 1630-1639                    |                   | Filipinas                                                       |               |
| Sin nombre              | octubre de 1649                       | Tifón             | Filipinas                                                       | 200           |
| 1                       | octubre de 1649                       |                   | Filipinas                                                       |               |
| Sin nombre              | mayo de 1654                          | Tifón             | Filipinas                                                       |               |
| Sin nombre              | 1659                                  | Tifón             | Filipinas                                                       |               |
| Sin nombre              | 1659                                  | Tifón             | Filipinas                                                       |               |
| Sin nombre              | 1659                                  | Tifón             | Filipinas                                                       |               |
| 1                       | mayo de 1654-1659                     |                   | Filipinas                                                       |               |
| Sin nombre              | 6 de octubre de 1671                  | Tormenta tropical | Guam                                                            | Desconocido   |
| 1                       | octubre de 1671                       |                   | Guam                                                            |               |
| Sin nombre              | noviembre de 1681                     | Tifón             | Guam                                                            |               |
| Sin nombre              | julio de 1686                         | Tifón             | Filipinas                                                       |               |
| Sin nombre              | septiembre de 1687                    | Tifón             | Filipinas                                                       |               |
| 3                       | noviembre de 1681-septiembre de 1687  |                   | Guam, Filipinas                                                 |               |
| Sin nombre              | noviembre de 1693                     | Tifón             | Guam                                                            | 14            |
| Sin nombre              | julio de 1694                         | Tifón             | Filipinas                                                       | >400          |
| Sin nombre              | noviembre de 1697                     | Tifón             | Filipinas                                                       |               |
| 3                       | noviembre de 1693-noviembre de 1697   |                   | Guam, Filipinas                                                 |               |
| Sin nombre              | julio de 1704                         | Tifón             | Filipinas                                                       |               |
| Sin nombre              | septiembre de 1707                    | Tifón             | Filipinas                                                       |               |
| Sin nombre              | agosto de 1708                        | Tifón             | mar de China                                                    |               |
| Sin nombre              | 1709                                  | Tifón             |                                                                 |               |
| Sin nombre              | 1709                                  | Tifón             |                                                                 |               |
| Sin nombre              | 1709                                  | Tifón             |                                                                 |               |
| Sin nombre              | 1709                                  | Tifón             |                                                                 |               |
| 7                       | julio de 1704-1709                    |                   | Filipinas, China                                                |               |
| Sin nombre              | octubre de 1711                       | Tormenta tropical | Filipinas                                                       |               |
| Sin nombre              | julio de 1717                         | Tifón             |                                                                 |               |
| 2                       | octubre de 1711-julio de 1717         |                   | Filipinas                                                       |               |
| Sin nombre              | 1720                                  | Tifón             | Guam                                                            |               |
| Sin nombre              | julio de 1726                         | Tifón             | Isla Ticao. Filipinas                                           |               |
| 2                       | 1720-julio de 1726                    |                   | Guam, Filipinas                                                 |               |
| Sin nombre              | diciembre de 1733                     | Tifón             | Guam                                                            |               |
| Sin nombre              | diciembre de 1734                     | Tifón             |                                                                 |               |
| Sin nombre              | septiembre de 1738                    | Tifón             | Macao                                                           |               |
| 3                       | diciembre de 1733-septiembre de 1738  |                   | Guam, Macao                                                     |               |
| Sin nombre              | 1742                                  | Tifón             |                                                                 |               |
| Sin nombre              | 1742                                  | Tifón             |                                                                 |               |
| Sin nombre              | 1742                                  | Tifón             |                                                                 |               |
| Sin nombre              | 1742                                  | Tifón             |                                                                 |               |
| 4                       | 1742                                  |                   |                                                                 |               |
| Sin nombre              | diciembre de 1752                     | Tifón             | Filipinas                                                       | 1             |
| Sin nombre              | 1753                                  | Tifón             |                                                                 |               |
| Sin nombre              | 1753                                  | Tifón             |                                                                 |               |
| Sin nombre              | diciembre de 1754                     | Tifón             |                                                                 |               |
| Sin nombre              | diciembre de 1757                     | Tifón             |                                                                 |               |
| 5                       | diciembre de 1752-diciembre de 1757   |                   | Filipinas                                                       |               |
| Sin nombre              | septiembre de 1762                    | Tifón             | Manila, Filipinas                                               |               |
| Sin nombre              | 1766                                  | Tifón             | Filipinas                                                       |               |
| Sin nombre              | octubre de 1766                       | Tifón             | Filipinas                                                       | >48           |
| Sin nombre              | octubre de 1767                       | Tifón             | San Mateo, Filipinas                                            | >500          |
| Sin nombre              | 1768                                  | Tifón             |                                                                 |               |
| Sin nombre              | 1768                                  | Tifón             |                                                                 |               |
| Sin nombre              | mayo de 1769                          | Tifón             | Sur de China                                                    |               |
| 7                       | septiembre de 1762-mayo de 1769       |                   | Filipinas, China                                                |               |
| Sin nombre              | mayo de 1772                          | Tifón             |                                                                 |               |
| Sin nombre              | septiembre de 1779                    | Tifón             | Norte de Filipinas                                              |               |
| 2                       | mayo de 1772-septiembre de 1779       |                   | Filipinas, China                                                |               |
| Sin nombre              | julio de 1780                         | Tifón             | Macao, Hong Kong                                                | >100.000      |
| Sin nombre              | 1780                                  | Tifón             |                                                                 |               |
| Sin nombre              | 1780                                  | Tifón             |                                                                 | >1            |
| Sin nombre              | agosto de 1782                        | Tifón             | Filipinas                                                       |               |
| Sin nombre              | agosto de 1783                        | Tifón             | Palaos                                                          |               |
| 5                       | julio de 1780-agosto de 1783          |                   | Filipinas, Palaos, Macao, Hong Kong                             |               |
| Sin nombre              | 1792                                  | Tifón             | Guam                                                            |               |
| Sin nombre              | 1793                                  | Tifón             | Filipinas                                                       |               |
| Sin nombre              | 1793                                  | Tifón             | Filipinas                                                       | >4            |
| Sin nombre              | 1793                                  | Tifón             | Filipinas                                                       |               |
| Sin nombre              | 1795                                  | Tifón             | Filipinas                                                       |               |
| Sin nombre              | 1797                                  | Tifón             | Filipinas                                                       |               |
| Sin nombre              | 1797                                  | Tifón             | Filipinas                                                       |               |
| Sin nombre              | 1797                                  | Tifón             | Filipinas                                                       |               |
| 8                       | 1792-1797                             |                   | Filipinas, Guam                                                 |               |
| Sin nombre              | octubre de 1801                       | Tifón             | Filipinas                                                       |               |
| Sin nombre              | septiembre de 1802                    | Tifón             | Filipinas                                                       |               |
| Sin nombre              | septiembre de 1803                    | Tifón             | Filipinas                                                       |               |
| Sin nombre              | septiembre de 1803                    | Tifón             | Filipinas                                                       |               |
| Sin nombre              | octubre de 1804                       | Tifón             | Filipinas                                                       |               |
| Sin nombre              | septiembre de 1809                    | Tifón             | Filipinas                                                       |               |
| 7                       | octubre de 1801-septiembre de 1809    |                   | Filipinas                                                       |               |
| Sin nombre              | septiembre de 1810                    | Tifón             | Filipinas                                                       |               |
| Sin nombre              | octubre de 1812                       | Tifón             | Filipinas                                                       |               |
| Sin nombre              | septiembre de 1819                    | Tifón             | Filipinas                                                       |               |
| 3                       | septiembre de 1810-septiembre de 1819 |                   | Filipinas                                                       |               |
| Sin nombre              | septiembre de 1820                    | Tifón             | Filipinas                                                       |               |
| Sin nombre              | octubre de 1821                       | Tifón             | Filipinas                                                       |               |
| Sin nombre              | diciembre de 1822                     | Tifón             | Guam                                                            |               |
| Sin nombre              | octubre de 1824                       | Tifón             | Filipinas                                                       |               |
| Sin nombre              | 1824                                  | Tifón             | Okinawa, Islas Ryūkyū                                           |               |
| Sin nombre              | 1825                                  | Tifón             | Okinawa, Islas Ryūkyū                                           |               |
| Sin nombre              | 1826                                  | Tifón             | Okinawa, Islas Ryūkyū                                           | 30            |
| Sin nombre              | septiembre de 1826                    | Tifón             | Filipinas                                                       |               |
| Sin nombre              | octubre de 1827                       | Tifón             | Filipinas                                                       |               |
| Philipp                 | 1828                                  | Tifón             | Nagasaki, Japón                                                 | 14.429        |
| Sin nombre              | 1829                                  | Tifón             |                                                                 |               |
| Sin nombre              | 1829                                  | Tifón             |                                                                 |               |
| Sin nombre              | 1829                                  | Tifón             |                                                                 |               |
| 13                      | septiembre de 1820-1829               |                   | Filipinas, Guam, Japón                                          |               |
| Sin nombre              | 1830                                  | Tifón             | Filipinas                                                       |               |
| Sin nombre              | 1831                                  | Tifón             |                                                                 |               |
| Sin nombre              | 1831                                  | Tifón             | Filipinas                                                       | >150          |
| Sin nombre              | 1832                                  | Tifón             |                                                                 |               |
| Sin nombre              | 1832                                  | Tifón             |                                                                 |               |
| Sin nombre              | 1833                                  | Tifón             |                                                                 |               |
| Sin nombre              | 1833                                  | Tifón             |                                                                 |               |
| Sin nombre              | 1835                                  | Tifón             |                                                                 |               |
| Sin nombre              | 1835                                  | Tifón             |                                                                 |               |
| Sin nombre              | 1835                                  | Tifón             | Yaeyama, Islas Ryūkyū                                           |               |
| Sin nombre              | 1838                                  | Tifón             | Filipinas                                                       |               |
| Sin nombre              | 1839                                  | Tifón             |                                                                 |               |
| Sin nombre              | 1839                                  | Tifón             |                                                                 |               |
| Sin nombre              | 1839                                  | Tifón             |                                                                 |               |
| 14                      | 1830-1839                             |                   | Filipinas, Japón                                                |               |
| Sin nombre              | 1840                                  | Tifón             | Likiep, Islas Marshall                                          | >300          |
| Sin nombre              | 1841                                  | Ciclón            |                                                                 |               |
| Sin nombre              | 1841                                  | Ciclón            |                                                                 |               |
| Sin nombre              | 1841                                  | Ciclón            |                                                                 |               |
| Sin nombre              | 1841                                  | Tifón             |                                                                 |               |
| Sin nombre              | 1841                                  | Tifón             |                                                                 |               |
| Sin nombre              | 1841                                  | Tifón             |                                                                 |               |
| Sin nombre              | 1842                                  | Tifón             |                                                                 |               |
| Sin nombre              | 1843                                  | Tifón             | Filipinas                                                       |               |
| Sin nombre              | 1844                                  | Ciclón            |                                                                 |               |
| Sin nombre              | 1844                                  | Ciclón            |                                                                 |               |
| Sin nombre              | 1844                                  | Ciclón            |                                                                 |               |
| Sin nombre              | 1844                                  | Ciclón            |                                                                 |               |
| Sin nombre              | 1844                                  | Tifón             |                                                                 |               |
| Sin nombre              | 1844                                  | Tifón             |                                                                 |               |
| Sin nombre              | 1844                                  | Tifón             | Miyako, Islas Ryūkyū                                            |               |
| Sin nombre              | noviembre de 1844                     | Tifón             | Filipinas                                                       | 32            |
| Sin nombre              | 1845                                  | Ciclón            |                                                                 |               |
| Sin nombre              | 1845                                  | Ciclón            |                                                                 |               |
| Sin nombre              | 1845                                  | Tifón             | Filipinas                                                       | 12            |
| Sin nombre              | 1846                                  | Ciclón            |                                                                 |               |
| Sin nombre              | 1846                                  | Ciclón            |                                                                 |               |
| Sin nombre              | 1846                                  | Tifón             |                                                                 |               |
| Sin nombre              | 1848                                  | Tifón             |                                                                 |               |
| Sin nombre              | 1848                                  | Tifón             |                                                                 |               |
| Sin nombre              | 1848                                  | Tifón             |                                                                 |               |
| 26                      | 1840-1848                             |                   | Filipinas, Japón, Islas Marshall                                |               |
| Agregados de temporadas |                                       |                   |                                                                 |               |
| 145                     | 957-1848                              |                   | Filipinas, Japón, Islas Marshall, Guam, Macao, Hong Kong, China |               |

## Nombres de tormentas
- Kamikaze
- Philipp